# Jessica Rabbit
Jessica Rabbit – fikcyjna postać z filmu animowanego Walta Disneya Kto wrobił królika Rogera? z 1988. Uznawana za symbol seksu animowanego ekranu.

## Opis
Jessica Rabbit to żona Królika Rogera, pełna sex-appealu, kobiecego wdzięku i ponętności gwiazda estrady. W filmie początkowo była traktowana jako zła, lecz jak sama powiedziała, po prostu „tak ją narysowali”. Później dowiodła miłości do swojego męża i pomogła go odnaleźć.
W przeciwieństwie do męża, Jessica nie jest królikiem, tylko człowiekiem. Ma długie, rude włosy zakrywające jedno oko i nosi błyszczącą, czerwoną sukienkę. Szczególną uwagę zwraca jej duży biust i kształtne biodra.
Głos Jessice podkłada aktorka Kathleen Turner, natomiast śpiewa ona głosem aktorki Amy Irving.
Inspiracjami do stworzenia postaci były aktorki: Veronica Lake, Rita Hayworth i Lauren Bacall.